# Fateh Singh Rao Gaikwar (II)
Shrimant Maharaja Fateh Singh Rao (Baba Sahib) Gaikwar (Fateh Singh Rao Gaikwar (II)), Sena Khas Khel Shamsher Bahadur, fou regent de Baroda en nom del seu germà Anand Rao Gaikwar.
Va néixer a Baroda (ciutat) el 3 de setembre de 1769. El 1807 Fateh Singh Rao Gaikwar (II) esdevingué membre del consell d'estat i va començar a rebre poders degut a l'estat deficient del seu germà; el 1812 va ser nomenat diwan o primer ministre Gangadhar Sastri. Per segona vegada el seu germanastre Kahonji Gaikwar (un altre fill de Govind Rao Gaikwar, però il·legítim) va intentar desestabilitzar el govern però el complot fou avortat i Kahonji arrestat i deportat a Madras. El 1812-1813 hi va haver una epidèmia de fam.
Les disputes entre el peshwa i el Gaikwar s'havien de resoldre i semblava arribat el moment; així es va establir que la cessió de Ahmedabad no seria renovada al final dels 10 anys (1814). Gangadhar Sastri fou enviat a negociar a Poona i semblava que tot aniria bé, però les intrigues de Sitaram, un destituït ministre de Baroda, van impulsar al peshwa a no escoltar les propostes de Sastri; Ahmedabad fou assignada a Trimbakji Danglia, i la resta de punts foren deixats pendents; mentre encara es negociava, Gangadhar Sastri fou assassinat i va seguir un intent de revolta a Baroda a favor de Sitaram, però fou avortat i finalment l'ex ministre fou fet presoner i deportat a Navsari el 1816.
Mentre s'havia format una confederació dels grans caps marathes i el peshwa tractava de forçar a Fateh Singh a entrar-hi i enviava als seus agents a provocar disturbis a Kathiawar; la qüestió dels drets del peshwa a aquesta regió amenaçava en desembocar en una guerra i els britànics van arribar a preparar la guerra però finalment el peshwa es va fer enrere i el 1817 es va signar un tractat a Poona pel qual el Gaikwar esdevenia independent del peshwa i aquest renunciava a tots els seus drets a canvi d'un pagament de 4 lakhs a l'any, i la part del peshwa en el tribut del Kathiawar fou cedit als britànics; Ahmedabad fou cedit a perpetuïtat al Gaikwar per 4,5 lakhs a l'any. El novembre del mateix any es va signar un tractat complementari entre els britànics i el Gaikwar pel que aquest ampliava la força militar subsidiària que havia de mantenir, cedia la seva part de les rendes de Ahmedabad per pagar aquest manteniment i rebia la província d'Okhamandal i l'illa de Beyt, i alguns territoris menors. Aquest tractat va provocar poc després la guerra amb Baji Rao, el peshwa maratha, amb el raja de Nagpur, els Pindaris, i Holkar d'Indore, durant les quals Fateh Singh fou estret aliat dels britànics rebent en premi la condonació del tribut de 4 lakhs a pagar al peshwa, el poder del qual fou aniquilat. Poc després (23 de juny de 1818) va morir Fateh Singh Rao, i fou succeït com a regent pel seu germà petit Sayaji Rao Gaikwar.
Es va casar cinc vegades però només va tenir una filla.